# Umblu
Umblu — estońska wyspa położona w Zatoce Fińskiej w obszarze krajobrazu chronionego Zatoki Kolga na północy Estonii. Wyspa znajduje się w odległości jednego kilometra od stałego lądu. Administracyjnie należy do gminy Jõelähtme w prowincji Harju. Stanowi własność prywatną byłego premiera Estonii Tiita Vähi. Wyspa jest niezamieszkana.
Dwa kilometry na wschód od niej leży wyspa Pedassaar.